# Billie Joe Armstrong
Billie Joe Armstrong, ameriški pevec, kitarist, * 17. februar 1972, Oakland, Rodeo, Kalifornija, Združene države Amerike.
Billie Joe je pevec rock skupine Green Day. Za njo piše večino besedil in pesmi, je tudi kitarist.

## Začetek
Billie Joe se je rodil v Kaliforniji, kot najmlajši od šestih otrok. Njegov oče Andy Armstrong je preživljal družino, kot bobnar in taxist. Umrl je leta 1982, kot jih je Billie štel 10. Pesem Wake Me Up When September Ends, je Billie posvetil spominu na očeta. Njegova mama je delala v klubu Rod's Hickory Pit. Tam je Billie s prijateljem Mikeom Dirntom imel svoj prvi nastop v javnosti. Skupaj z Mikeom sta ustanovila skupino Sweet Children, ki se je kasneje preimenovala v Green Day in požela neskončno slavo. Kot najstnik je poslušal in izvajal metal pesmi, ko pa je slišal pesem Holidays in the Sun skupine Sex Pistols, pa je spremenil zvrst glasbe in iz metala presedlal na punk. Sedaj izvaja punk, rock in punk rock.

## Kariera
Leta 1987 je ustanovil skupino Sweet Children. Takrat je bil star 15 let. Na začetku sta Billie in Mike oba le igrala na kitaro, v skupini pa je bil še bobnar John Kiffmeyer, javnosti bolje znan kot Al Sobrante. Bas kitaro je igral Sean Hughes. Hughes je po manj kot letu dni, natančneje leta 1988 skupino zapustil, v istem času, pa se je Mike naučil igrati bas. Aprila 1988, so skupino preimenovali. Leta 1990, je skupino zapustil tudi Al Sobrante in zamenjal ga je zdajšnji bobnar Tre Cool. Album Dookie, je izstrelil Green Day med zvezde in skupaj z Green Day tudi Billija Joea, ki zdaj ni bil več le najmlajši izmed šestih otrok družine nižjega življenjskega standarda, ampak svetovno znana zvezda, ki že dvajset let navdušuje javnost s svetovnimi hiti in albumi, ki podirajo rekorde prodajanosti.

## Zasebno življenje
Billie Joe Armstrong je biseksualec. Razkril se je leta 1995 v intervjujo za revijo The Advocate: "Mislim, da sem že od nekdaj bil biseksualec. Hočem reči, to je nekaj, kar me je že od nekdaj zanimalo. Mislim, da se ljudje rodimo biseksualni in da se zaradi staršev in družbe počutimo, kot da nam to ni dovoljeno. Biseksualnost velja za tabu in jo zato dojemamo kot nekaj slabega, čeprav niti slučajno ni slaba, ampak je nekaj zelo lepega." Leta 2010 je v intervjuju za revijo Out povedal, da veliko ljudi ni sprejelo njegove spolne usmerjenosti in imelo zelo homofoben odziv na njegovo razkritje. Tematiko biseksualnosti je po lastnih besedah v veliki meri obravnaval na albumu Dookie, predvsem v pesmi Coming Clean: "Pesem govori o prevpraševanju samega sebe."
Leta 1990, je spoznal Adrienne Nesser, na enem izmed Green Dayevih kratkih showov, v Minnesoti. 2. julija 1994 se je z njo poročil. 28. februarja, je dobil prvega sina. 12. septembra 1998, je dobil še drugega sina.
Januarja 2003 je bil aretiran, zaradi vožnje pod vplivom alkohola. V krvi je imel 0.18% alkohola, v Kaliforniji pa je dovoljeno največ 0.08%.
Armstrong je leta 2008, ko so bile ameriške volitve, podprl in volil Baracka Obamo.
1. ↑  Internet Broadway Database — 2000.
2. ↑  Discogs — 2000.
3. 1 2  »Billie Joe Armstrong: Idiot Savant« (v angleščini). 14. marec 2010. Pridobljeno 11. novembra 2017.
4. ↑  »'Dookie' at 20: Billie Joe Armstrong Looks Back«. Rolling Stone. Arhivirano iz prvotnega spletišča dne 17. julija 2014. Pridobljeno 11. novembra 2017.